# Friedrich Wilhelm Grunow
Friedrich Wilhelm Grunow (* 12. April 1816 in Güsten; † 29. August 1877 in Leipzig) war ein deutscher Verleger.

## Leben
Grunow übernahm 1839 die Kommissions- und Verlagsbuchhandlung seines Onkels Friedrich Ludwig Herbig in Leipzig. Bei der Gründung der nationalliberalen Zeitschrift Die Grenzboten 1841 übernahm er deren geschäftliche Vertretung. Ab 1842 erschien das Blatt in seinem Verlag. 1860 trennte Grunow den Verlag von der Firma unter seinem eigenen Namen ab (in der Regel „Fr. Wilh. Grunow“). Sein Geschäftsnachfolger war sein Sohn Johannes Grunow.
Grunow gab unter anderem Werke von Moritz Busch, Max Jähns, August Niemann, Adolf Stern, Robert Waldmüller und Emilie Hüni heraus.